# Grå marktyrann
Grå marktyrann (Muscisaxicola cinereus) är en fågel i familjen tyranner inom ordningen tättingar.

## Utseende
Grå marktyrann är en rätt enfärgad men vacker tyrann med "snällt" ansikte. Den är blågrå på huvud och rygg med ett kort och svagt vitaktigt ögonbrynsstreck samt en rak näbb (ej böjd i spetsen som hos rödkronad marktyrann. Olikt andra marktyranner saknar den en avvikande färg på hjässan och tydlig kontrast mellan vingar och rygg. 

## Utbredning och systematik
Grå marktyrann förekommer i Anderna från södra Peru till norra Argentina och norra Chile. Den delas in i två underarter med följande utbredning:
- Muscisaxicola cinereus cinereus – förekommer i Anderna från södra Peru (Puno) till västra Bolivia, norra Chile och norra Argentina
- Muscisaxicola cinereus argentinus – förekommer i Anderna i nordvästra Argentina (Jujuy till Catamarca och Tucumán)

Södra bestånd flyttar norrut vintertid.

## Levnadssätt
Grå marktyrann häckar lokalt högt uppe i Anderna. Där föredrar den klippiga sluttningar, dalar och intilliggande myrar. Fågeln håller som namnet avslöjar till på marken, ofta tillsammans med andra arter av marktyrann.

## Status
Arten har ett stort utbredningsområde och beståndet anses stabilt. Internationella naturvårdsunionen IUCN listar den därför som livskraftig (LC).